# Дельфин (музыкант)
Андре́й Вячесла́вович Лы́сиков (род. 29 сентября 1971, Москва, РСФСР, СССР), более известный под псевдонимом Дельфи́н (англ. Dolphin) — российский рэп-исполнитель, мелодекламатор, певец, музыкант, композитор, музыкальный продюсер, автор песен и поэт. Бывший участник и автор текстов рэп-групп «Мальчишник» и «Дубовый Гай». Больше известен благодаря одноимённому сольному проекту. Является одним из первых российских рэп-исполнителей.
С 1988 по 1991 год на протяжении трёх лет занимался брейк-дансом, танцевал в составе коллектива «Планета Рок». Финалист Всесоюзных фестивалей по брейк-дансу, среди которых Papuga '88/89, «Колобок '89/90». Чемпион СССР по брейк-дансу в стиле «электрик-буги» (1989). В 1991 году вместе с Олегом Башкатовым создал альтернативную рэп-группу «Дубовый Гай», в составе которой записал два альбома: Stop The Killing Dolphins и «Синяя лирика № 2». Осенью 1991 года Дельфин стал третьим участником рэп-группы «Мальчишник», ставшей известной за счёт хита «Секс без перерыва». В 1994 году вместе с Михаилом Воиновым создал проект «Мишины дельфины», у которого вышел один альбом «Игрушки» (1997).
В 1997 году Дельфин выпустил дебютный альбом «Не в фокусе», за который он получил титул «Альбом года» и «Песня года» по версии журнала «ОМ», а сам Дельфин был признан лучшим исполнителем года. С 1997 по 2023 год выпустил двенадцать студийных альбомов. В 2020 году создал электронный проект «Механический пёс», в рамках которого выпустил три альбома и один мини-альбом. В начале сольной карьеры музыкант отдавал предпочтение заимствованным семплам, снабжая их живой бас-гитарой. Затем полностью отказался от семплов, заменив их гитарой, ударными и клавишными.
Дебютировал в кино в 1991 году в эпизодической роли в фильме «Божья тварь». Спустя много лет сыграл одну из главных ролей в фильмах «Даже не думай!» (2003) и «Даже не думай 2: Тень независимости» (2004). Несколько песен Дельфина звучат в фильмах «С днём рождения, Лола» (2001), «Жесть» (2006), телесериале «Закон каменных джунглей» (2015—2017), «Воин» (2015), «Кислота» (2018), «Одиссея Петра» (2018), «Бык» (2019), «Майор Гром: Чумной Доктор» (2021), а также в компьютерной игре Grand Theft Auto IV (2008). В 2008 году создал проект «Туннель» как саундтрек к роману Дмитрия Глуховского «Метро 2034» (2009).
Является лауреатом и номинантом различных музыкальных премий. В 2001 году Дельфин получил литературную премию «Триумф», которую ему присудил поэт Андрей Вознесенский. В 2004 году был признан «Лучшим исполнителем» на MTV Russia Music Awards, а также стал лауреатом премии «ПобоRoll» в номинации «Лучшее видео» за «Глаза». В 2005 году группа музыканта была выбрана «Лучшей» на премии журнала Fuzz. В 2008 году был удостоен премии «Степной волк» от Артемия Троицкого в номинации «Поэзия на музыку», а также премии Russian Alternative Music Prize (RAMP) за видеоклип на песню «Без нас». В 2009 году стал лауреатом премии «Чартова дюжина» за «Поэзию». В 2012 году победил в номинации «Альтернатива» по итогам хит-парада «Звуковая дорожка» газеты «Московский комсомолец». Трёхкратный обладатель премии «Золотая Горгулья» в номинациях «Исполнитель в стиле хип-хоп» (2001), «Рок-легенда» (2013) и «Арт-проект» (2015).

## Биография

### Ранние годы
Андрей Лысиков родился 29 сентября 1971 года в Москве. Жил в районе Очаково-Матвеевское. В четвёртом классе родители отправили его на зимние каникулы в пионерский лагерь. В новогоднюю ночь по просьбе вожатой Лысиков написал свои первые в жизни стихи. В детстве Лысиков очень долго слушал Depeche Mode, а когда пришла первая волна брейк-данса — начал слушать соответствующую ей музыку — рэп и хип-хоп. В 1986 году, получив среднее образование, Лысиков поступил в радиомеханический техникум, откуда ушёл с 3-го курса в 1988 году. В 1989 году работал около года осветителем в театре ДК «Каучук». В здании ДК располагалась репетиционная база, на территории которой он с друзьями тренировался танцевать брейк-данс. У каждого танцора было своё прозвище, настоящих имён практически никто не знал. Лысикова окрестили «Дельфином» за его пластичность в танце. Занимался брейк-дансом в составе коллектива «Планета Рок», где каждый из трёх танцоров работал в разных стилях: «Дэн» ("электрик-буги), «Дельфин» («локинг») и «Кентоша» («кинг-тат»). Для исполнения танцев на Арбате они брали картон или оргалит, стелили его на асфальт и танцевали брейк-данс под музыку из магнитофона. Выступления Дельфина можно встретить на записях с брейк-фестивалей Papuga '88 и Papuga '89 в Паланге, «Колобок '89» и «Колобок '90» в Горьком. Получил много призов и грамот с различных танцевальных фестивалей. 5 ноября 1989 года Дельфин занял первое место в стиле «электрик-буги» на Всесоюзном фестивале популярных танцев «Колобок '89» (Горький, ныне — Нижний Новгород). В 1990 году торговал матрёшками на Новом Арбате, а на заработанные деньги вечером ужинал в ресторане «Макдоналдс».

### Творчество

#### 1990-е: «Дубовый Гай» и «Мальчишник»
Свой первый текст Андрей Лысиков написал в 18 лет, когда с друзьями стал придумывать первые рэп-композиции. Весной 1991 года Дельфин вместе с Олегом Башкатовым («Олень») образовал рэп-дуэт «Дубовый Гай», который был задуман как рэп-проект с использованием большого количества ненормативной лексики. Самая первая песня под названием «Чёрный город» была записана с помощью проигрывателя виниловых пластинок «Радиотехника», ритм-бокса «Лель» и бас-гитары в июне 1991 года. Вся эта техника принадлежала Дельфину, поэтому бюджет первой записи равнялся нулю. В дальнейшем песня вошла в пластинку «Дубового Гаайъя», но не в первозданном виде. Позже к группе присоединился Андрей «Ганс Хольман» Савченко. За музыку отвечал «Ганс», а за тексты — «Дельфин». В 1991 году группа выступила на музыкальных фестивалях, среди которых «Рэп-пик-91», «Рок против дождя» и «Deju Mūzikas Festivāls ’91» в Риге. После фестиваля в Риге с середины декабря 1991 по февраль 1992 года коллектив записал на профессиональных студиях первые пять песен: «Дождь», «Сынок», «Когда ты вернёшься», «Чёрный город» и «Синяя лирика #1». В марте 1992 года группа «Дубовый Гай» временно расформировалась на две группы: «Мальчишник» и Alien Pat. Holman.
В августе 1991 года Дельфин стал участником рэп-группы «Мальчишник». Сначала Дельфин продавал им тексты песен, а затем ему предложили войти в состав группы в качестве рэп-исполнителя. С 1 по 14 июля у «Мальчишника» должны были состояться первые гастроли в Беларуси на разогреве у группы «Сектор Газа». Продюсер коллектива, Алексей Адамов, предложил Дельфину на две недели поехать на гастроли вместе с танцорами Клёпой и Рафом и исполнять песни под фонограмму. Мутабор и Дэн не смогли поехать на гастроли, поскольку у Мутабора в те дни была запланирована свадьба, а Дэн в это время находился на лечении после автомобильной аварии, в результате которой разбил машину продюсера и потерял передние зубы при сильном ударе о приборную панель. Длительность программы «Сектора Газа» составляла сорок минут, а «Мальчишника» — десять, поскольку у них было всего две композиции. После этих гастролей Дельфин предложил продюсеру сменить формат группы и делать более модную на тот момент музыку. За аналог была взята американская рэп-группа 2 Live Crew, которая пела преимущественно о сексе. Получив одобрение от Адамова, состав группы претерпел изменения: танцоры из первого состава группы была выгнаны и остались лишь трое — Дельфин, Андрей «Дэн» Котов и Павел «Мутабор» Галкин, отвечающий за музыку. Первой совместной песней стала «Секс без перерыва», текст к которой был написан Дельфином на второй полке в поезде во время возвращения группы с очередных «фонограммных» гастролей. Вернувшись в Москву, участники группы сразу же её записали на студии, где Мутабор подобрал нужную музыку.
В марте 1992 года продюсер группы, Алексей Адамов, договорился за огромные деньги об эфире на центральном телевидении. 15 марта в телешоу «50/50» на «1-м канале Останкино» показали выступление группы «Мальчишник» с песней «Секс без перерыва», снятое осенью 1991 года. Это был скандал, после которого уволили выпускающего редактора программы, а группу занесли в чёрные списки на всех государственных радиостанциях и телеканалах. В марте группа выступила вместе с петербургскими танцорами на площадке «МузОбоза» на арене «Дружба» в «Лужниках». Песню «Секс без перерыва» группе отрезали сразу, но разрешили «Танцы», созданную за одну ночь перед эфиром. Во время телеэфира после интервью с группой и объявления выхода на сцену на три минуты был выключен эфир и песню «Танцы» так и не показали. Из телеверсии руководство «Первого канала» потребовало вырезать все телодвижения танцоров, которые, по мнению начальства, вели себя слишком разнузданно. 20 марта группа выступила на концерте телешоу «50/50» с песнями «Сестра», «Секс без перерыва» и «Танцы» на малой спортивной арене Олимпийского комплекса «Лужники». Песню «Секс без перерыва» группе запретили, но «Дельфин» исполнил её живьём под битбокс «Мутабора». 28 марта известный по работе с Богданом Титомиром клипмейкер Михаил Хлебородов снял вместе с оператором Михаилом Мукасеем видеоклип на песню «Секс без перерыва». Летом группа выступила на фестивале Rock Summer в Таллине на Певческом поле, где собралось сорок тысяч зрителей. Дебютный альбом «Поговорим о сексе» издавался три раза, разошёлся тиражом более миллиона экземпляров и имел большой успех у широкой аудитории. Из-за ряда скандалов, произошедших с коллективом, группу стали называть скандальным хип-хоп-трио.
Осенью 1993 года Дельфин принёс продюсеру группы «Мальчишник», Алексею Адамову, записи своей первой рэп-группы «Дубовый Гай», после прослушивания которых Адамов решил помочь Дельфину с проектом: проплатил дорогую по тем временам студию SNC Records на два месяца вперёд. Дельфин заключил контракт с группой Alien Pat. Holman о взаимовыгодном сотрудничестве, возродил проект «Дубовый Гай» и приступил к записи на студии SNC Records альбомов Stop The Killing Dolphins и «Синяя лирика № 2», по музыке и тематике совершенно противоположных «Мальчишнику». Все композиции пронизаны особой «чёрной» лирикой, наводящей слушателя на мысль о неизбежности судьбы, тексты песен были о наркотиках и суициде. Через неделю после двухмесячной записи на студии начались съёмки первого видео, был проработан образ с участием фотографа Василия Кудрявцева, но, к сожалению, проект закрылся после отъезда Адамова в США в январе 1994 года. Этот опыт совместной работы с музыкантами Alien Pat. Holman повлиял на всё последующее творчество Дельфина. В 1994 году на оставленные перед отъездом в США Адамовым деньги Дельфин совместно с гитаристом Михаилом Воиновым записал на студии «2С», принадлежащей фирме «Элиас», четыре песни, позже включённые в релизы «Дубового Гаайъя»: «Песенка про дельфинов» (получившая при выпуске имя «Мишины дельфины»), «Стой, я, герой (твой)», «Не убивай на бумаге» и «Я хочу умереть».
В 1994 году вместе с гитаристом группы «Дубовый Гай», Михаилом Воиновым, Дельфин создал проект «Мишины дельфины». Своё название проект получил перед единственным концертом на московской тату-конвенции в клубе «Эрмитаж» 29 апреля 1995 года. На этом концерте под акустическую гитару Дельфином были исполнены песни, сочинённые за месяц дома у Воинова. Часть этих текстов Дельфин позже использовал в сольном творчестве. Летом 1995 года после записи альбома «Кегли» Дельфин пристрастился к тяжёлым наркотикам. Новое увлечение продлилось год. Его бывший коллега по группе, Олег «Олень» Башкатов, умер в мае 1996 года. Летом 1996 года Дельфин записал с Воиновым альбом «Игрушки» в рамках проекта «Мишины дельфины». Запись проходила на студии «2С», кроме трека «Прозрачная», созданного у Дельфина дома. В записи приняли участие бас-гитарист Руслан Ахмеров и звукоинженер Виктор «Мутант» Шевцов. В поддержку альбома был снят видеоклип на композицию «Игрушки». Диск был выпущен фирмой «Элиас Records» в августе 1997 года.
В 1996 году группа «Мальчишник» приступила к записи нового альбома «Не в фокусе». По словам Дельфина, другие участники группы редко появлялись на студии: Мутабор учился в институте на юриста, а у Дэна появилась новая любовь, которая отнимала все его силы и мысли. Поэтому записывать новую пластинку Дельфину пришлось одному. По словам другого участника трио, Мутабора, альбом «Не в фокусе» на 90 % состоит из музыки для следующего альбома группы, которую они сделали вместе. Но участники коллектива решили прекратить существование «Мальчишника» в связи с тем, что проект себя изжил. В марте 1997 года Дельфин начал гастролировать с сольной программой, а новость о прекращении деятельности группы была объявлена им в хип-хоп-передаче Freestyle на радиостанции «Станция 106,8 FM» 1 июня, а также в рейтинговом телевизионном ток-шоу «Акулы пера» на «ТВ-6» 27 июля, где группа в последний раз предстала в классическом трио. В своих интервью Дельфин часто упоминает о возможности воссоединиться с группой «Мальчишник» только «за баснословную сумму, которая раз и навсегда решила бы все его проблемы».

#### 1990-е: «Не в фокусе», «Глубина резкости»
Свой дебютный студийный альбом «Не в фокусе» Дельфин выпустил 15 июня 1997 года на лейбле «Элиас Records». Альбом состоит из 10 треков и был записан в период с 1996 по 1997 год на московской студии «2С», принадлежащей фирме «Элиас». Тексты для альбома написал Лысиков, а в создании музыки ему помог звукорежиссёр Виктор «Мутант» Шевцов, а также музыканты групп «Мальчишник» («Мутабор» и «Дэн») и «Дубовый Гай» (бас-гитарист Иван Черников и гитарист Михаил Воинов), а также бас-гитарист Руслан Ахмеров. В поддержку альбома был снят видеоклип на заглавную песню «Дилер» о буднях наркоторговца, благодаря которому Дельфин появился в новом образе, отличном от «Мальчишника». Композиции «Дилер» и «Война» попали в эфиры радиостанций. Альбом был записан под впечатлением от употребления наркотиков, но с его выходом наркотики ушли из жизни Дельфина. По словам музыканта, тема наркотиков тогда была очень актуальна и модна, а поскольку он был в курсе всего происходящего, то и написал об этом альбом.
25 июля 1997 года во время выступления Дельфина с командой Da Boogie Crew на третьем международном байк-шоу недовольные исполнителем байкеры закидали его пивными банками. В ответ артист публично спустил штаны. Лидер «Ночных волков», Александр «Хирург», оценив смелость исполнителя, поблагодарил его после концерта и извинился за публику. 26 октября 1997 года на праздновании двухлетия журнала «ОМ» в клубе «Утопия» Дельфин спел нецензурную песню «Я люблю людей» в прямом эфире передачи «Партийная зона» на «ТВ-6», транслирующейся на всю страну. Его выступление перекрыли рекламной паузой, после которой Алла Пугачёва, отвечая на вопрос телеведущего Отара Кушанашвили об оценке состояния нашей эстрады, отметила выход артиста на сцену. В конце 1997 года по просьбе «Паука» из «Коррозии металла» Дельфин написал песню «Ленин в кепке» для саундтрека к фильму «Песни партийца». Музыку сочинил Антон Гарсиа, а слова — Олег Гастелло. Песня вышла на саундтреке «Песни партийца-2 или Подонки» в 1998 году.
В начале 1998 года Дельфин начал записывать на домашней студии Шевцова альбом «Глубина резкости», работа над которым продолжалась полгода. Тексты его песен стали гораздо мягче, ненормативная лексика исчезла вовсе, а основной тематикой стала нить «Вера, Надежда, Любовь». Последней песней, включённой в альбом, стала «Дверь», в которой Дельфин впервые спел припев. По словам музыканта, она была создана, поскольку выпускающая компания была уверена, что на пластинке не было хитов. В музыкальном плане альбом был сделан по той же технологии, что и «Не в фокусе» — из семплов различных записей. В создании музыки снова помог звукорежиссёр Шевцов, а также бас-гитарист Черников. В композиции «Любовь» был задействован сессионный музыкант, гитарист Максим Галстьян из группы IFK. Альбом был готов к выходу осенью 1998 года, но из-за экономического кризиса был издан 23 сентября 1999 года. В качестве бонуса в альбом был помещён микс из «плавниковых» фрагментов. В поддержку альбома были сняты видеоклипы на песни «Дверь» (1999), «Я буду жить» (1999) и «Любовь» (2000), которые взял в ротацию телеканал «MTV Россия». В интервью для журнала «Птюч» Дельфин отнёс свой материал к жанру хип-хоп, при создании которого использовались «нетипичные семплы».
Весной 1998 года Дельфин решил расторгнуть контракт с фирмой «Элиас Records», в ответ владельцы фирмы потребовали от музыканта ещё один альбом. В период с 14 мая по 2 июня 1998 года Дельфин в быстром темпе придумал и записал за две недели на студии Шевцова новый альбом «Плавники». В создании музыки приняли участие звукоинженер Шевцов (семплер, гитара, губная гармонь), Черников (бас, гитара, бэк-вокал) и Пауль (гитара, синтезатор). Но после записи трёх песен стало понятно, что получился неплохой материал, с которым музыкант не захотел расставаться и поэтому отправил издателям на DAT-кассете другой альбом. Это был демо-материал, случайным образом записанный в состоянии алкогольного опьянения на студии «2С» в 1996 году. Помимо Дельфина в записи участвовали музыканты группы «Дубовый Гаайъ» (Кестер, Арсений, Мутабор и Евгений). В итоге владельцы фирмы «Элиас» выпустили этот материал под названием «К.А.М.А.-З» на лейбле «Русский звук» в 2002 году.
Летом 1998 года Дельфин подписал контракт с фирмой «Крем Рекордс» на выпуск трёх альбомов. В 1998 году звукозаписывающая компания Feelee Records выпустила первый в России трибьют «Депеша для Depeche Mode», на котором отечественные исполнители перепели песни зарубежной команды, включая Дельфина с песней «Stripped». Также Дельфин познакомился с участниками брейк-битовой группы «Спирали», Романом Диваном и Володей Стуком, и принял участие в записи композиции «Цель». В начале лета на экраны вышел совместный клип на эту песню, а вскоре в продаже появился альбом «Спиралей» «Рыбий жир». В том же году Дельфин записал с Шевцовым экспериментальный «Серый альбом», который так и не был выпущен официально.
В 1999 году Дельфин сделал стихотворный перевод песни Демиса Руссоса «Good bye, my love, good bye» по заказу Николая Баскова. Продюсер певца, Рашид Дайрабаев, в своё время был сопродюсером группы «Мальчишник» и являлся старым знакомым Дельфина. Дайрабаев позвонил и предложил подзаработать немного денег. Песня «Прощай, любовь» вышла в альбоме Баскова «Посвящение» в 2000 году. В том же году Дельфин написал слова к песням «Танцоры диско», «Танцуйте с нами», «Самый крутой» для дебютного альбома проекта Jam Style & Da Boogie Crew, а также песни для их второго альбома «Все на party» (2002). На песню «Самый крутой» был снят видеоклип, который был впервые опубликован лишь в 2011 году. В конце года на 31 московском канале в ротации появился видеоклип Дельфина на новую песню «Да», которая была заказана музыканту для предвыборной агитации блока «Отечество». Видео было сделано без ведома музыканта и о его существовании Дельфин узнал только после телеэфиров. 11 декабря 1999 года Дельфин выступил на фестивале «Нашествие-1999», где исполнил песни «Дилер», «Вера», «Я люблю людей» и «Дверь».

#### 2000-е: «Плавники», «Ткани», «Звезда», «Юность»
28 января 2000 года Дельфин дал большой концерт в Московском дворце молодёжи под названием «Я буду жить» в сопровождении брейк-данс-танцоров из команды «Клинч Мастер». Запись, сделанная на этом выступлении стала основой вышедшего 12 мая концертного диска «Я буду жить» и одноимённой видеокассеты. 20 августа 2000 года Дельфин выступил на фестивале «Нашествие-2000», где исполнил песни «Дверь», «Убийца», «Любовь», «Я люблю людей», «Я буду жить». В сентябре режиссёр Павел Руминов, известный по работе с видеороликом «Дверь», снял видеоклип на песню «Радиоволна». Сама песня была создана специально для радио- и телеэфира, остальная музыка в альбоме «Плавников» более альтернативна. В середине октября ролик оказался в ротации телеканалов «MTV Россия» и «Муз-ТВ». Компания «Крем Рекордс» издала третий номерной альбом «Плавники» 23 ноября 2000 года
17 января 2001 года Дельфин получил литературную премию «Триумф» за «Поэтический гений». Кандидатуру Андрея Лысикова выбрал один из членов жюри, поэт Андрей Вознесенский, который позвонил ему лично и поздравил с премией. Музыканту вручили медаль и молодёжный грант в размере 2,5 тысяч долларов. В марте 2001 года компания «Крем Рекордс» выпустила концерт «Я буду жить» на DVD. В середине апреля на телеэкраны вышел снятый Павлом Руминовым видеоклип на песню «Тебя» из нового альбома. 17 мая Дельфин выпустил четвёртый номерной альбом «Ткани» на лейбле «Крем Рекордс». В пластинку вошло 10 треков. Материал был записан в период с 2000 по 2001 год. В создании музыки приняли участие звукоинженер Шевцов (гитара) и бас-гитарист Черников. По словам музыканта, ему понравилось само слово «Ткани», узнав о котором ему сразу же представился образ, который должен быть на обложке — голая девушка. В сентябре и октябре Дельфин принял участие в съёмках полнометражного художественного кинофильма «Даже не думай!». 5 октября прошли съёмки клипа на песню «Пляж». В декабре компания «Крем Рекордс» выпустила компиляцию «Любимые песни фанатов Дельфина». Материал музыкант отбирал самостоятельно. Кроме того, компания издала видеокассету, куда вошли все видеоклипы Дельфина, кроме роликов группы «Мальчишник».
10 августа 2002 года во время выступления Дельфина на фестивале «Нашествие» в Раменском на сцене присутствовал его голый гитарист Павел Додонов. Выходка Додонова вызвала полное одобрение Дельфина и его директора. Инцидент на «Нашествии» повысил интерес средств массовой информации к музыканту. В октябре звукозаписывающая компания «Крем Рекордз» переиздала одиннадцать альбомов Дельфина. 23 октября 2002 года Дельфин заключил контракт с компанией Universal Music Russia, по которому он должен был выпустить как минимум три пластинки. В 2002 году Дельфин поучаствовал в песне Найка Борзова «Kingsize».
26 марта 2003 года состоялась премьера молодёжного фильма «Даже не думай!», одну из главных ролей в котором сыграл Дельфин. По мнению музыканта, поверхностный подход к съёмкам и игре актеров отразился на конечном результате: все главные герои проигрывают по игре более профессиональным актёрам. Благодаря содействию новой звукозаписывающей фирмы Universal Music Russia рэпер записал песню «Глаза» совместно с американской певицей Стеллой, которая в Штатах прославилась сотрудничеством с группами Nine Inch Nails и Deftones. Свою часть дуэта певица спела по-английски. В сентябре Дельфин принял участие в съёмках второй части фильма «Даже не думай!». В октябре в Германии был снят видеоклип на песню со Стеллой. 30 октября был выпущен сингл «Глаза». Презентация сингла и одноимённого видеоклипа состоялась в заброшенном помещении московского газового завода 29 ноября.
22 марта 2004 года Дельфин выпустил пятый номерной альбом «Звезда» на лейбле Universal Music Russia. В пластинку вошло 11 композиций, а песня «Глаза», записанная совместно с американской певицей Стеллой, помещена на диск в качестве бонус-трека. В создании музыки приняли участие звукоинженер Шевцов, гитарист Павел Додонов, барабанщики Карим Суворов («Сумерки») и Дмитрий Севастьянов («MDMA»), а также музыкальный продюсер Александр «Mewark» Петрунин. 31 марта состоялся премьерный показ фильма «Даже не думай 2: Тень независимости», одну из главных ролей в котором сыграл Дельфин. 16 октября во время выступления на премии MTV Russia Music Awards Дельфин отказался от обязательного исполнения песни под фонограмму, и демонстративно не открывал рот под звучащие слова фонограммы. Поведение музыканта стало поводом для нового скандала.
В 2005 году компания Universal Music Russia выпустила переиздание альбома «Звезда». Все песни представлены в live-версиях, записанных на концерте 19 ноября. Кроме того, в пластинку вошли старые композиции в новых аранжировках и видеоклип на песню «Романс». В том же году музыкант стал единственным российским исполнителем, чью песню «Серебро» ЮНЕСКО совместно с фондом WWF выбрали для международного благотворительного сборника в защиту окружающей среды.
В феврале 2007 года Дельфин расторг договор с компанией Universal Music Russia, а также снял на фотоаппарат видеоклип на песню «Кокон». В сентябре музыкант запустил в эфир радиостанций первый сингл из будущего альбома, песню «Кокон». 22 ноября Дельфин выпустил шестой номерной альбом «Юность» на лейбле «Мистерия звука». На компакт-диск вошли 13 песен, музыку к которым написал гитарист Павел Додонов, а стихи — Дельфин. Альбом был записан на собственной студии звукоинженером Ренатом Ибрагимовым. Новая пластинка сделана в стилистике музыки 80-х годов. По мнению Дельфина, «это пластинка о детях и для детей, которые остались внутри нас и которых хочется сохранить».
В 2008 году Дельфин выпустил видеоклипы на песни «Снег» и «Без нас». В том же году создал саундтрек к новой книге Дмитрия Глуховского «Метро 2034», ставшей продолжением его антиутопии «Метро 2033» (2005). Музыкальный проект получил название «Туннель», но в итоге лишь несколько треков вошли в саундтрек к книге.

#### 2010-е: «Существо», «Андрей», «Она», «442», «Край»
В 2010 году Дельфин начал работу над новым альбомом. В 2011 году Дельфин выпустил седьмой номерной альбом «Существо» на сервисе «Яндекс.Музыка». Диск разделён на две части: первые семь песен были представлены 18 октября, остальные семь — вышли 25 ноября. В этот же день альбом был издан на физическом носителе на лейбле «Мистерия звука». Материал был записан на собственной студии Дельфина при участии гитариста Павла Додонова и звукоинженера Рената Ибрагимова. Были выпущены видеоклипы на песни «Начало» и «Sunset». На пластинке впервые полностью отсутствует речитатив. По словам Дельфина, во время выпуска альбома «Существо» была идея дать послушать песни профессиональному психологу, а потом снять интервью с ним.
20 ноября 2014 года вышел первый поэтический сборник Андрея Лысикова. В книгу вошли ранее нигде неопубликованные стихи и тексты, а также иллюстрации испанского художника Пабло Эрреро (исп. Pablo S. Herrero). В поддержку сборника различные известные личности прочитали отрывки из него. Среди них Артемий Троицкий, Ирина Хакамада, Михаил Ефремов, Андрей Лошак, Кирилл Серебренников и другие. Все ролики и тексты были выложены на официальном сайте музыканта. По словам Дельфина, в команде режиссёра Павла Руминова нашлась девушка Мила, которая обзвонила всех с предложением прочитать стихи. 9 декабря Дельфин выпустил восьмой номерной альбом под названием «Андрей» на лейбле «Мистерия звука». По словам создателей, это «текстоцентричный альбом, композиции которого больше похожи на синопсисы короткометражных фильмов». Помимо гитариста Павла Додонова в записи пластинки принял участие новый барабанщик Сергей Говорун, а сам Дельфин встал за клавишные. За день до релиза был выпущен видеоклип на композицию «Надя».
В октябре 2015 года Дельфин представил премьеру новой песни «Мне нужен враг» из саундтрека к фильму Алексея Андрианова «Воин». 12 ноября вышло переиздание альбома «Андрей». Кроме ремастеринга издание отличается двумя абсолютно новыми песнями — «2030» и «Ахматова», а в финале песни «Искра» теперь звучит соло на саксофоне.
19 октября 2016 года Дельфин выпустил девятый номерной альбом под названием «Она» на лейбле «Мистерия звука». Релиз состоит из девяти композиций. По звучанию пластинка напоминает альбом «Игрушки» проекта «Мишины дельфины», потому что и в том и в другом случае очень много музыкального материала артист придумал сам. По словам Дельфина, «Она» задумывался как максимально доходчивый материал для слушателя: простой, доступный и понятный при прослушивании. Помимо Дельфина в записи альбома приняли участие музыканты: Александр Майоров, гитарист Игорь Бабко, барабанщик Василий Яковлев, гитарист Дмитрий Емельянов и Илья Сёмин.
В начале 2017 года Дельфин выпустил в свет видеоклипы на композиции «Рябиновые птицы» и «Помни» из альбома «Она». 6 февраля было объявлено об уходе из группы гитариста Павла Додонова, который был постоянным участником группы с начала 2000-х. 1 июля Дельфин должен был выступить в Киеве на фестивале Atlas Weekend, но не смог попасть на территорию Украины. Остальную группу пустили, несмотря на то, что и они посещали Крым вместе с артистом. В результате группа выступила без певца «в режиме караоке»: за спинами музыкантов был установлен экран, на котором проецировались слова песен. В ноябре музыкант опубликовал клип на песню «Крики», вошедшую в альбом «Она» 2016 года.
21 марта 2018 года Дельфин выпустил десятый номерной альбом «442» на лейбле «Мистерия звука». Все композиции на пластинке названы числами. Релиз был записан с обновленным составом — барабанщиком Василием Яковлевым и гитаристом Игорем Бабко. В поддержку выхода альбома был выпущен видеоклип на песню «520», где Дельфин предстал в образе вождя на фоне хроники уличных протестов. По словам Дельфина, новый альбом — это оценка автором происходящих событий в стране и мире: «ни в коем случае не участие в этих процессах, а скорее несколько раздраженный комментарий к происходящему». В сентябре Дельфин выпустил в свет видеоклип на песню «387» из альбома «442», который стилизован под советское кино 1940-50-х. Кроме самого Лысикова в нём снялись Алексей Серебряков, Михаил Ефремов и Александр Горчилин. В ноябре Дельфин озвучил картины Русского музея в рамках виртуального проекта «Шедевры Русского», а также выступил на фестивале «Слова и музыка свободы — СМС».
13 августа 2019 года Дельфин потерял сознание в звукозаписывающей студии в центре Москвы. По словам врачей, у него поднялось давление. Артист отказался от госпитализации. В ноябре музыкант принял участие в первом выпуске подкаста «Прогулка по Москве», созданного сайтом «Афиша Daily» вместе с Комитетом по туризму города Москвы, в котором рассказал об осенней Москве, предаваясь воспоминаниям юности. 15 ноября Дельфин выпустил одиннадцатый номерной альбом «Край» на лейбле «М2», в который вошли семь треков. Видеоклип на один из них — «J2000.0» — появился в сети в сентябре.

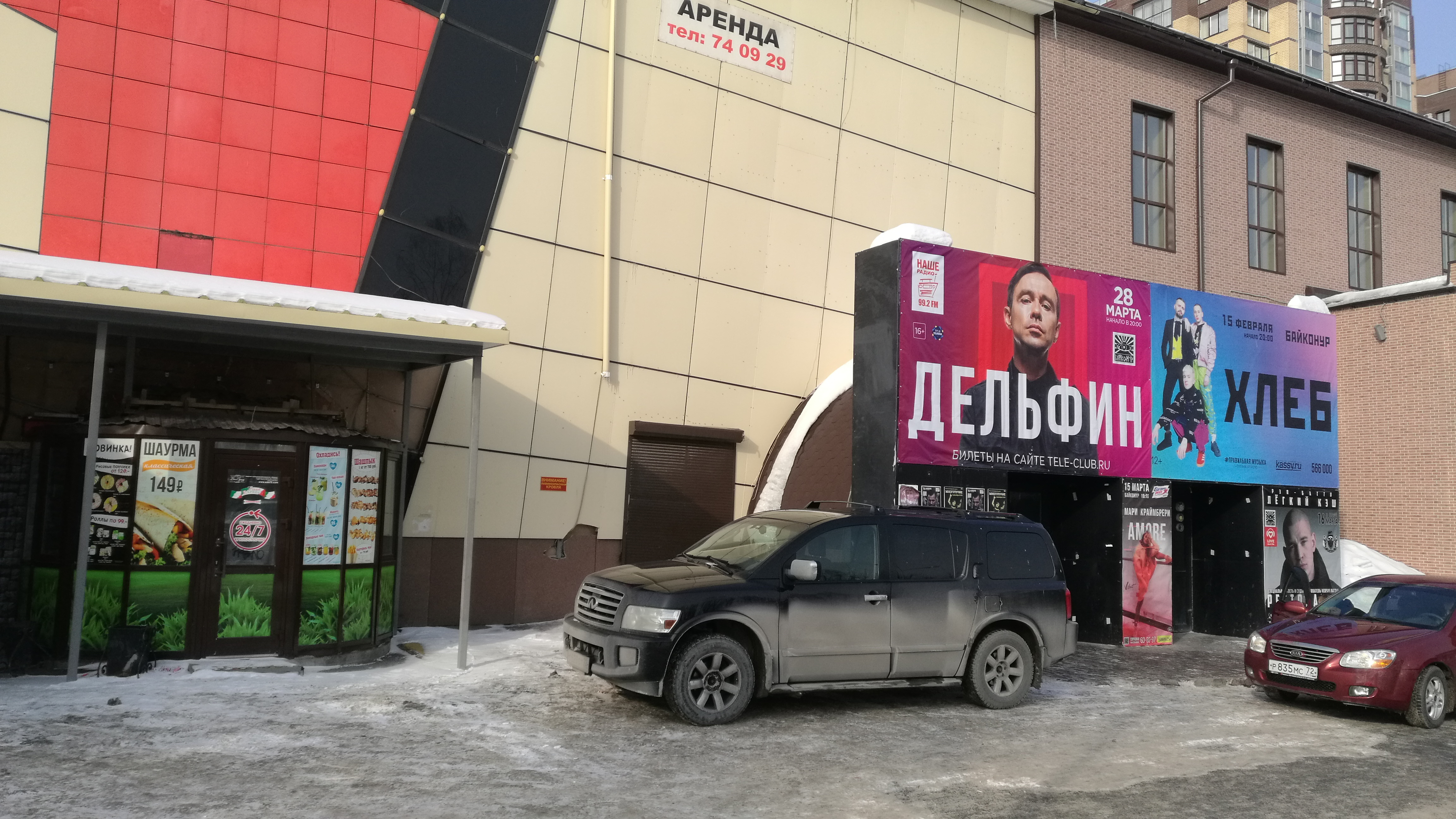
Реклама концерта в Тюмени. 2019 год

#### 2020-е: «Механический пёс», «Прощай оружие»
25 мая 2020 года Дельфин записал онлайн-концерт в рамках программы «Карантинники» от компании «МТС». 1 июня Дельфин опубликовал клип на песню «Лето» из альбома «Край». В видео использованы реальные кадры из хроники похорон лидеров разных стран, в промежутке между которыми артист и его музыканты появляются перед камерой в форме, стилизованной под мундиры офицеров СС, и пьют кровь. 14 августа Дельфин выпустил в свет дебютный альбом своего сайд-проекта «Механический пёс», «Температура горения бумаги». Альбом состоит из девяти треков и был записан с марта по конец апреля с использованием цитат из романа Рэя Брэдбери «451 градус по Фаренгейту». По словам музыканта, пандемия дала ему шанс осуществить то, что очень давно хотелось сделать. Звучание проекта основано на стиле электро и дополнено ритмическими структурами фанка. В создании альбома принял участие мультиинструменталист Сергей Лебедев, уже около 10 лет сотрудничающий с Дельфином. В сентябре альбом вышел на компакт-кассетах.
2 апреля 2021 года Дельфин выпустил сингл «Иду искать». Песня вошла в саундтрек к фильму «Майор Гром: Чумной Доктор». Позже артист представил сингл «Ладони», посвящённый врачам, погибшим во время пандемии коронавируса. Эксклюзивный тираж сингла в двадцать экземпляров был напечатан на рентгеновских снимках и продан на благотворительном аукционе в поддержку врачей в мае. Также на песню был снят видеоклип. Музыкант запланировал на осень выход новой пластинки проекта «Дельфин». 21 мая Дельфин представил второй альбом «Розовый 505.85 nm» своего электронного сайд-проекта «Механический пёс». Релиз включает семь треков с антиутопическими декламациями под электронный аккомпанемент. «Розовый 505.85 nm» является логическим продолжением предыдущего альбома «Температура горения бумаги». В июне Дельфин представил клип на песню «Вот всё и кончилось» из второго альбома «Механического пса». В июле песня «Весна» вошла в список «песен олимпийских игр». Журнал «Афиша» посвятил Дельфину новый выпуск шоу «Узнать за 10 секунд» в честь 50-летия артиста. 30 ноября на московском мероприятии Boiler Room Дельфин стал собеседником Дениса Бояринова в дискуссии, посвящённой эволюции московской культурной сцены с советских времён по сегодняшний день. Дельфин принял участие в записи трека «Чувствую» для нового альбома Оксимирона «Красота и уродство». 3 декабря Дельфин выпустил мини-альбом «Greta» своего сайд-проекта «Механический пес», в котором использовал записи голоса шведской экологической активистки Греты Тунберг.
22 сентября 2022 года Дельфин выпустил песню «Вопросы» из саундтрека к сериалу «Химера».
17 марта 2023 года Дельфин выпустил двенадцатый номерной альбом под названием «Прощай оружие»). По словам музыканта, название было вдохновлено одноимённым романом американского писателя Эрнеста Хемингуэя, в котором рассказывается о романе раненого военного с медсестрой на фоне Первой Мировой войны. Для обложки альбома был выбран снимок британского фотографа Грейс Робертсон 1955 года с изображением молодой пары, наблюдающей за прибоем. Этот снимок, по мнению Лысикова, максимально точно иллюстрирует настроение пластинки: взаимоотношения двух любящих друг друга людей. Альбом состоит из девяти композиций, представленных в жанрах, характерных для 1980-х — начала 1990-х годов: синти-поп, постпанк, нойз, шугейз, дрим-поп. В его записи приняли активное участие гитарист Игорь Бабко и пианист Сергей Лебедев. В поддержку выхода релиза Дельфин выпустил видеоклипы на треки «Прекрасно» и «GN-z11», по сюжету которых музыкант желает скрыться в прошлом, уехать в Китай или улететь в космос, лишь бы не оставаться здесь и сейчас.
19 апреля 2024 года Дельфин выпустил новый альбом сайд-проекта «Механический пёс» под названием «Benzin». Альбом получился полностью англоязычным и состоит из семи песен, представленных в жанре электропоп и брейкбит. 2 августа Дельфин презентовал новый сингл «Месть», сопроводив его видеоклипом. В ролике музыкант предстал в образе влиятельного злодея, для которого месть является источником вдохновения.

## Личная жизнь
Со своей будущей женой Лысиков познакомился через соратников по коллективу «Мальчишник», на дне рождения московского клуба «Титаник» 1 апреля 1996 года. Через три месяца Андрей и Лика стали жить вместе. 2 июня 1998 года у Андрея и Лики родилась дочь Ева. Официально зарегистрировать свои отношения Андрей и Лика решили лишь после рождения сына Мирона в 2006 году.
В интервью 2001 года Лысиков заявил, что не верит в Бога и является атеистом.

## Критика
В 1992 году негативная оценка была дана песне «Секс без перерыва» группы «Мальчишник» в статье журнала «Журналист» с критикой освещения темы секса в СМИ, подробно разобрав показ клипа в передаче «50x50» 15 марта 1992 года.
В сентябре 1997 года обозреватель музыкальной газеты «Живой звук», Юрий Яроцкий, в своей рецензии к альбому «Не в фокусе» отметил высокий уровень звукового сопровождения, а также более взрослые и серьёзные тексты в отличие от предыдущих опусов «Мальчишника». Музыкальный обозреватель газеты «Завтра» отметил в альбоме хорошие тексты, в которых раскрываются эстетика боя («Собачий бой», «Война»), человеконенавистничество и полное отрицание современного мира («Последнее слово», «Я люблю людей»), а также проблема наркомании («Ботинки», «Один на один» и «Дилер»).
В 1999 году критик Андрей Бухарин в журнале «ОМ» оценил альбом «Глубина резкости» на 3 из 5, назвав его «скучным и депрессивным». Обозреватель газеты «Коммерсантъ», Юрий Яроцкий, в своей рецензии к альбому «Глубина резкости» отметил в песнях Дельфина неплохие тексты и слияние двух стилей, рэп и американский шумный гитарный рок. Обозреватель музыкальной газеты «Живой звук», Александр Кутинов, в своей рецензии к альбому «Глубина резкости» отметил такие композиции, как «Она», «Тишина», «Надежда» и «Молоко», назвав их «почти совершенными». Обозреватель белорусской «Музыкальной газеты» назвал альбом «Глубина резкости» «красивым, но местами жутко пессимистичным».
В 2000 году обозреватель белорусской «Музыкальной газеты» назвал альбом «Плавники» «нечто средним между Дубовым Гаайъем и Дельфином», выделив только две песни «Решения» и «Кран». Редактор интернет-портала eStart, Вадим Рутковский, назвал содержимое «Плавников» «взрослой музыкой смелого человека, который не стыдится и не боится быть искренним». Рецензент интернет-издания InterMedia, Владимир Боровой, делая обзор альбома Дельфина «Плавники», заметил, что «ощущение сырости и торопливости сделанного не отпускает ни на минуту».
В 2001 году редактор журнала «Афиша», Юрий Сапрыкин, делая обзор альбома Дельфина «Ткани», отметил первую сольную работу Дельфина, назвав её «сенсацией, громом среди ясного неба». Редактор журнала Fuzz, Наталья Курчатова, отметила, что мелодекламации автора оставляют впечатление искренности и предельной серьёзности.
В 2004 году рецензент интернет-издания InterMedia, Рита Скитер, делая обзор альбома Дельфина «Звезда», отметила «весьма богатый саунд» и «скромные вокальные данные Дельфина, которые здесь не помеха». Рецензент сайта «Звуки.ру», Александр Мурзак, заметил, что то, что долго и упорно вымучивалось на «Глубине Резкости» и «Тканях», наконец, нашло своё воплощение на треках «Звезды». Алексей Мажаев из InterMedia назвал дуэт рэпера и поющей девушки — «Глаза» — беспроигрышным ходом со времён сотрудничества Эминема с Дайдо. Антон Помещиков из газеты «Известия» назвал пластинку интересной.
В 2006 году обозреватель украинской газеты «Коммерсантъ Украина» отметил, что с приходом Дельфина в «Мальчишник» с экранов телевизоров впервые зазвучало слово «секс», а в шоу-рынок пришло понимание слов «хип-хоп» и «бойз-бэнд».
В 2007 году обозреватель украинской газеты «Коммерсантъ Украина», Любовь Борщевская, подчеркнула талант артиста как в музыке, так и в текстах:
Благодаря удачному совмещению рэпа и рока и наивно-мрачным, но в целом неплохим текстам о любви, наркотиках и насилии, а главное — благодаря искренности, с которой всё это преподносилось, Дельфину удалось стать молодёжным кумиром и при этом остаться самой загадочной личностью на российской музыкальной арене.
В начале 2008 года музыкальный критик Артемий Троицкий главной пластинкой ушедшего года назвал новый диск Дельфина — «Юность». Музыкальный обозреватель журнала Rolling Stone, Андрей Бухарин, единственной претензией к альбому назвал своё желание услышать более взрослые темы от повзрослевшего Дельфина. Редактор журнала Fuzz, Анна Жавнерович, подытожила, что альбом от начала до конца звучит исключительно вкусно за счёт технобита и гитарного нойза. Музыкальный обозреватель журнала «Афиша», Александр Горбачёв, заметил, что по смыслу и по внутренней организации «Юность» можно сравнить с поздним Цоем. Газета «Московский комсомолец» назвала альбом «Юность» «одним из лучших альбомов минувшего года». Редактор сайта NEWSmuz.com, Кирилл Радченко, посчитал, что Дельфин записал заострённый «социальный» альбом, «аппелируя к трагизму окружающей обстановки».
В 2010 году редактор сайта KM.RU назвал Дельфина «лицом русского рэпа» и автором нескольких «манифестов поколения 90-х».
В 2011 году рецензент интернет-издания InterMedia, Алексей Мажаев, делая обзор альбома Дельфина «Существо», написал, что «Дельфин менял свои жанры радикально, при этом везде умудряясь выглядеть органично и первым взлетать на той волне, куда потом толпясь лезли последователи». Музыкальный обозреватель журнала «Афиша», Александр Горбачёв, заметил, что в этом альбоме человек осознал, что, всё катится в пропасть, и пытается отыскать гармонию хотя бы в самом себе. Редактор сайта NEWSmuz.com, Дмитрий Прочухан, убедился в том, что новый альбом «Существо» наследует идеи предыдущего релиза. Журналист Илья Зинин в обзоре для журнала Rolling Stone Russia назвал новый альбом «шагом вперёд» для гитариста Павла Додонова, где «он раскрылся по-настоящему: его гитарные полотна и их звуковая палитра поражают воображение».
В 2012 году редактор газеты «Московский комсомолец», Алла Жидкова, отметила, что «каждый альбом артиста воспринимается и рассматривается как важное явление в российской альтернативе».
В 2014 году рецензент интернет-издания InterMedia, Алексей Мажаев, делая обзор альбома Дельфина «Андрей», написал, что после «Мальчишника» «Дельфин» ушёл в альтернативный рэп, став культовым исполнителем текстов про наркотики и самоубийства. Редактор сайта KM.RU, Денис Ступников, заметил, что «в отличие от холодных, отстранённых и полуабстрактных предыдущих релизов, пластинка получилась предельно личностной». Музыкальный обозреватель журнала «Афиша», Александр Горбачёв, назвал альбом «сеансом психоанализа наедине с самим собой».
В 2016 году критики отмечали, что новый альбом «Она» продолжает концепцию предыдущего. Музыкант снова делится своими личными переживаниями, только в этот раз они касаются темы любви. Редактор журнала GQ, Алексей Алеев, заметил, что музыка в этом альбоме не является депрессивной, в отличие от предыдущих: здесь Лысиков «демонстрирует целый комплекс сложных чувств и эмоций, среди которых преобладает любовь, нежность и меланхолия». Редактор сайта KM.RU, Денис Ступников, обнаружил, что «Дельфин вырос, поумерил свой эгоцентризм и теперь готов к диалогу».
В 2018 году рецензент интернет-издания InterMedia, Алексей Мажаев, делая обзор альбома Дельфина «442», отметил, что в новом альбоме внешний мир вдруг бесцеремонно вытеснил внутренний. Артемий Троицкий и Борис Барабанов назвали «442» лучшим русскоязычным альбомом 2018 года. По мнению Барабанова, «тексты песен альбома, вне всяких сомнений, инспирированы происходящим на родине автора». По мнению Дениса Шлянцева, «злость идёт Дельфину куда больше депрессивных лирических метаний последнего времени, а после расставания с гитаристом Павлом Додоновым треки снова можно (хотя и с оговорками) называть песнями, а не мелодекламациями под экспериментальный нойз». Портал «Meduza» назвал пластинку самой злой записью Дельфина за последнее десятилетие и самой политизированной за всю его карьеру.
Редактор сайта KM.RU, Денис Ступников, подытожил, что альбом «442» для тех, кто разуверился почти во всём и готов поставить на кон собственную жизнь, не заручившись при этом никакими гарантиями.
В 2019 году рецензент интернет-издания InterMedia, Данила Головкин, делая обзор альбома Дельфина «Край», отметил, что аранжировки стали ещё более электронными по сравнению с предыдущим релизом. Редактор сайта Eatmusic.ru, Сергей Полянский, заметил, что «Край» и «442» могли бы стать одним полноценным альбомом из 14 песен: «442» посвящён внешней политике, а «Край» — внутренним проблемам и социальным изменениям.
В 2020 году музыкальный критик Артемий Троицкий отнёс себя к числу поклонников Дельфина, который, по его мнению, записал очень интересные альбомы в этом десятилетии.

### Ретроспектива
В 2013 году редактор журнала «Афиша», Николай Редькин, отметил, что после ухода из группы «Мальчишник» Дельфин «превратился в одного из самых ярких и востребованных независимых музыкантов страны».
В 2015 году российский портал The Flow в рамках проекта «Beats&Vibes: 50 главных событий в русском рэпе» посвятил статью группе «Мальчишник», в которой назвал уход Дельфина из «Мальчишника» очень удачным, после которого он стал одним из самобытнейших и востребованных инди-артистов, создав собственный звук и вокабуляр, которые трудно спутать с чьими-то ещё.

### Рейтинги
В январе 1998 года музыкальная газета «Живой звук» поместила альбом «Не в фокусе» в список «20 лучших отечественных и зарубежных альбомов года»:
Самые интересные тексты песен в этом году, по нашему мнению, принадлежат перу Дельфина, хотя маленьким детям их лучше не слушать.
В январе 1998 года песня «Война» вошла в список ротации 50 лучших русских песен в эфире радио «Maximum» в 1997 году.
В июне 1999 года альбом «Не в фокусе» вошёл в список «50 лучших русских альбомов», составленный редакцией журнала «ОМ», а комментарии по каждому альбому написали критики Андрей Бухарин и Александр Кушнир.
В декабре 1999 года музыкальная газета «Живой звук» поместила альбом «Глубина резкости» в список «20 лучших отечественных и зарубежных альбомов года».
В 2003 году альбомам «Не в фокусе» и «Глубина резкости» были посвящены два выпуска программы о легендарных альбомах русского рока «Летопись» на «НАШЕм радио». В 2006 году этот материал лёг в основу книги «Наша музыка. История русского рока, рассказанная им самим», написанной сценаристом программы Антоном Черниным.
В 2007 году главный редактор портала Rap.ru, Андрей Никитин, поместил дебютный альбом исполнителя в список главных альбомов русского рэпа, назвав Дельфина «одним из сильнейших поэтов в хип-хопе».
В 2010 году редакторы журнала «Афиша», Александр Горбачёв и Григорий Пророков, по итогам опроса молодых российских музыкантов поместили альбомы «Не в фокусе» и «Глубина резкости» в список «50 лучших русских альбомов всех времён».
В декабре 2014 года альбом Дельфина «Андрей» занял 1 место в списке десяти самых популярных альбомов сервисов iTunes, Google Play и Muz.ru.
В декабре 2014 года обозреватель газеты «Коммерсантъ», Борис Барабанов, поместил видеоклип Дельфина на песню «Надя» в список пяти лучших музыкальных видеороликов уходящего года «Русское видео 2014 года».
В октябре 2016 года альбом Дельфина «Она» занял 1 место в списке десяти самых популярных альбомов сервиса iTunes.
В декабре 2016 году редакторы журнала «Афиша» поместили альбом «Она» в список «40 альбомов года: выбор „Афиши“».
В марте 2018 года альбом Дельфина «442» занял 1 место в списке десяти самых популярных альбомов сервиса Google Play, а также Last.fm.
В апреле 2018 года альбом Дельфина «442» занял 1 место в списке десяти самых популярных альбомов сервиса iTunes.
В мае и июне 2018 года альбом Дельфина «442» занял 1 место в списке десяти самых популярных альбомов, выпущенных на физических носителях, по данным сайта Ozon.ru.
В январе 2019 года альбом Дельфина «442» вошёл в список «Десяти лучших музыкальных альбомов 2018 года», составленный редактором сайта KM.RU, Денисом Ступниковым.
В ноябре 2019 года альбом Дельфина «Край» занял 1 место в списке десяти самых популярных альбомов сервиса Google Play.
В июне 2020 года песня Дельфина «Лето» вошла в хит-парад YouTube Music двадцати самых популярных клипов.
В 2020 году видеоклип на песню «Дилер» вошёл в список «25 главных хип-хоп-клипов на русском языке» журнала «Афиша».
В декабре 2020 года редакторы журнала «Афиша», Александр Горбачёв и Юрий Сапрыкин, поместили песню Дельфина «Без нас» в список «100 лучших песен нулевых».

## Общественная позиция
С апреля 2017 года включён в украинскую базу «Миротворец».

## Коллабораторы/участники группы

### Текущие участники
- Василий Яковлев — барабаны, перкуссия (2015—настоящее время)
- Игорь «Гарри» Бабко — гитара, бас, клавишные (2016—настоящее время)
- Александр Майоров — звукорежиссёр (2014—настоящее время)

### Бывшие участники
- Михаил Воинов — гитара, бас, драм-машина, клавиши (1996)
- Иван Черников — бас, гитара, драм-машина, звукорежиссёр (1996—2001)
- Виктор «Виктор-Мутант» Шевцов — звукорежиссёр, гитара, программирование (1996—2004)
- Павел «Пауль» Перетолчин — гитара, синтезатор (1998)
- Заур Бесаев — гитара (2001—2003)
- Антон Королёв — звукорежиссёр, флейта (2002—2004)
- Алексей Назарчук — барабаны (2002, 2004—2005)
- Павел Додонов — гитара, бас, программирование (2002—2016)
- Александр «Mewark» Петрунин — гитара (2003—2004)
- Ренат Ибрагимов — звукорежиссёр, клавишные, бас, драм-машина (2007—2014)
- Андрей Старков — звукорежиссёр, инженер (2007—2014)
- Константин Познеков — звукорежиссёр, саунд-дизайнер (2014)
- Сергей Говорун — барабаны (2014—2015)
- Денис Транский — саксофон, клавишные (2015—2016)
- Дмитрий Емельянов — гитара (2016)
- Сергей Лебедев — клавишные (2022—2023)
- Дмитрий Мусатов — звукорежиссёр (2022—2023)

## Дискография
- 1997 — Не в фокусе
- 1999 — Глубина резкости
- 2000 — Плавники
- 2001 — Ткани
- 2004 — Звезда
- 2007 — Юность
- 2011 — Существо
- 2014 — Андрей
- 2016 — Она
- 2018 — 442
- 2019 — Край
- 2023 — Прощай оружие[178]

Проект «Механический пёс»
- 2020 — Температура горения бумаги
- 2021 — Розовый 505.85 nm
- 2021 — Greta (EP)
- 2024 — Benzin

Альбомы в составе групп
- 1992 — «Мальчишник» — Поговорим о сексе
- 1993 — «Мальчишник» — Мисс большая грудь
- 1994 — «Дубовый Гаайъ» — Stop The Killing Dolphins
- 1995 — «Мальчишник» — Кегли
- 1995 — «Дубовый Гаайъ» — Синяя лирика № 2
- 1997 — «Мишины дельфины» — Игрушки

## Фильмография
| Год  |   | Название                            | Роль         |
| ---- | - | ----------------------------------- | ------------ |
| 1991 | ф | Божья тварь                         | Брат Шурочки |
| 2003 | ф | Даже не думай!                      | Лео          |
| 2004 | ф | Даже не думай 2: Тень независимости | Лео          |

## Награды и номинации
| Год  | Награда                                                       | Номинированная работа              | Категория                             | Результат |
| ---- | ------------------------------------------------------------- | ---------------------------------- | ------------------------------------- | --------- |
| 1989 | «Колобок '89»                                                 | Дельфин                            | Лучший танцор в стиле «электрик-буги» | Победа    |
| 1998 | «Парад пристрастий» журнала «ОМ»                              | «Не в фокусе»                      | «Альбом года»                         | Победа    |
| 1998 | «Парад пристрастий» журнала «ОМ»                              | «Я люблю людей»                    | «Песня года»                          | Победа    |
| 1998 | «Парад пристрастий» журнала «ОМ»                              | Дельфин                            | «Исполнитель года»                    | Победа    |
| 1998 | «Парад пристрастий» журнала «ОМ»                              | Дельфин                            | «Открытие года»                       | Победа    |
| 1998 | «Funny House Dance Awards '97» (24 января 1998 года)          | «Дилер»                            | «Видео года»                          | Номинация |
| 2000 | «ZD Awards»                                                   | Дельфин                            | «Альтернатива года»                   | Номинация |
| 2001 | «Парад пристрастий» журнала «ОМ»                              | Дельфин                            | «Исполнитель года»                    | Номинация |
| 2001 | «Триумф» (17 января 2001 года)                                | Дельфин                            | «Поэтический гений»                   | Победа    |
| 2001 | Radioconnection-2000 (24 февраля 2001 года)                   | Дельфин                            | «Лучший русский исполнитель»          | Номинация |
| 2001 | «Золотая Горгулья» (3 ноября 2001 года)                       | Дельфин                            | «Исполнитель в стиле хип-хоп»         | Победа    |
| 2001 | «ZD Awards»                                                   | Дельфин                            | «Альтернатива года»                   | Номинация |
| 2002 | «ZD Awards»                                                   | Дельфин                            | «Альтернатива года»                   | Номинация |
| 2002 | «ZD Awards»                                                   | Дельфин                            | «Солист года»                         | Номинация |
| 2004 | «ПобоRoll» (18 марта 2004 года)                               | Дельфин и Стелла за песню «Глаза»  | «Лучшее видео»                        | Победа    |
| 2004 | MTV Russia Music Awards (16 октября 2004 года)                | Дельфин за песню «Весна»           | «Лучший исполнитель»                  | Победа    |
| 2004 | MTV Russia Music Awards (16 октября 2004 года)                | Дельфин за песню «Весна»           | «Лучший артист»                       | Номинация |
| 2004 | MTV Russia Music Awards (16 октября 2004 года)                | Дельфин и Стелла за песню «Глаза»  | «Лучшее видео»                        | Номинация |
| 2004 | MTV Russia Music Awards (16 октября 2004 года)                | Дельфин за песни «Весна» и «Глаза» | «Лучший хип-хоп/рэп-проект»           | Номинация |
| 2005 | «Fuzz-2005»                                                   | Дельфин                            | «Лучшая группа»                       | Победа    |
| 2006 | «Fuzz-2006»                                                   | «Серебро»                          | «Лучший видеоклип»                    | Номинация |
| 2006 | MTV Russia Music Awards                                       | Дельфин                            | «Лучший исполнитель»                  | Номинация |
| 2006 | MTV Russia Music Awards                                       | «Серебро»                          | «Лучшее видео»                        | Номинация |
| 2007 | «Заводной апельсин»                                           | «Юность»                           | «Лучший русский альбом 2007»          | Победа    |
| 2008 | «ZD Awards»-2007                                              | Дельфин                            | «Альтернатива»                        | Номинация |
| 2008 | «Fuzz-2008»                                                   | «Кокон»                            | «Лучший видеоклип»                    | Номинация |
| 2008 | «Степной волк» Артемия Троицкого (14 июня 2008 года)          | Дельфин                            | «Поэзия на музыку»                    | Победа    |
| 2008 | «Степной волк» Артемия Троицкого (14 июня 2008 года)          | «Юность»                           | «Диск года»                           | Номинация |
| 2008 | «Степной волк» Артемия Троицкого (14 июня 2008 года)          | «Снег»                             | «Видео года»                          | Номинация |
| 2008 | «Степной волк» Артемия Троицкого (14 июня 2008 года)          | «Без нас»                          | «Песня года»                          | Номинация |
| 2008 | Russian Alternative Music Prize (RAMP) (11 октября 2008 года) | «Без нас»                          | «Клип года»                           | Победа    |
| 2008 | Russian Alternative Music Prize (RAMP) (11 октября 2008 года) | «Юность»                           | «Альбом года»                         | Номинация |
| 2009 | «ZD Awards»-2008                                              | Дельфин                            | «Альтернатива»                        | Номинация |
| 2009 | «Чартова дюжина-2009» (7 марта 2009 года)                     | Дельфин за стихи к песне «Снег»    | «Поэзия»                              | Победа    |
| 2009 | «Чартова дюжина-2009» (7 марта 2009 года)                     | «Снег»                             | «Видео года»                          | Номинация |
| 2012 | «ZD Awards»-2011                                              | Дельфин                            | «Альтернатива»                        | Победа    |
| 2012 | «Степной волк» Артемия Троицкого (28 июня 2012 года)          | «Существо»                         | «Альбом года»                         | Номинация |
| 2012 | «Степной волк» Артемия Троицкого (28 июня 2012 года)          | Дельфин                            | «Слова года»                          | Номинация |
| 2012 | «Степной волк» Артемия Троицкого (28 июня 2012 года)          | Павел Додонов за альбом «Существо» | «Музыка года»                         | Победа    |
| 2013 | «Золотая Горгулья» (31 октября 2013 года)                     | Дельфин                            | «Рок-легенда»                         | Победа    |
| 2015 | «Золотая Горгулья» (30 октября 2015 года)                     | Дельфин за книгу «Стихи»           | «Арт-проект»                          | Победа    |
| 2017 | «Реальная премия MusicBox»                                    | Дельфин                            | «Вне формата»                         | Номинация |
| 2019 | «Чартова дюжина-2019»                                         | «442»                              | «Альбом года»                         | Номинация |
| 2019 | «Чартова дюжина-2019»                                         | «387»                              | «Клип года»                           | Номинация |
| 2020 | «Виктория-2020» (3 декабря 2020 года)                         | Дельфин за песню «Лето»            | «Лучший хип-хоп-исполнитель»          | Номинация |